# مراما وهیروآ
مراما وهیروآ (انگلیسی: Marama Vahirua؛ زادهٔ ۱۲ مهٔ ۱۹۸۰) بازیکن فوتبال اهل فرانسه است.
از باشگاه‌هایی که در آن بازی کرده‌است می‌توان به باشگاه فوتبال لوریان، باشگاه فوتبال نانت، باشگاه فوتبال نانسی، آ.اس موناکو، و باشگاه فوتبال نیس اشاره کرد.
وی همچنین در تیم‌های ملی فوتبال زیر ۲۱ سال فرانسه و تاهیتی بازی کرده‌است.